# Cécile Van de Velde
Pour les articles homonymes, voir Van de Velde.
 (mai 2025).
La mise en forme du texte ne suit pas les recommandations de Wikipédia : il faut le « wikifier ».
Les points d'amélioration suivants sont les cas les plus fréquents :
- Les titres sont pré-formatés par le logiciel. Ils ne sont ni en capitales, ni en gras.
- Le texte ne doit pas être écrit en capitales (les noms de famille non plus), ni en gras, ni en italique, ni en « petit »…
- Le gras n'est utilisé que pour surligner le titre de l'article dans l'introduction, une seule fois.
- L'italique est rarement utilisé : mots en langue étrangère, titres d'œuvres, noms de bateaux, etc.
- Les citations ne sont pas en italique mais en corps de texte normal. Elles sont entourées par des guillemets français : « et ».
- Les listes à puces sont à éviter, des paragraphes rédigés étant largement préférés. Les tableaux sont à réserver à la présentation de données structurées (résultats, etc.).
- Les appels de note de bas de page (petits chiffres en exposant, introduits par l'outil «  Source ») sont à placer entre la fin de phrase et le point final[comme ça].
- Les liens internes (vers d'autres articles de Wikipédia) sont à choisir avec parcimonie. Créez des liens vers des articles approfondissant le sujet. Les termes génériques sans rapport avec le sujet sont à éviter, ainsi que les répétitions de liens vers un même terme.
- Les liens externes sont à placer uniquement dans une section « Liens externes », à la fin de l'article. Ces liens sont à choisir avec parcimonie suivant les règles définies. Si un lien sert de source à l'article, son insertion dans le texte est à faire par les notes de bas de page.
- La présentation des références doit suivre les conventions bibliographiques. Il est recommandé d'utiliser les modèles {{Ouvrage}}, {{Chapitre}}, {{Article}}, {{Lien web}} et/ou {{Bibliographie}}. Le mode d'édition visuel peut mettre en forme automatiquement les références.
- Insérer une infobox (cadre d'informations à droite) n'est pas obligatoire pour parachever la mise en page.

Pour une aide détaillée, merci de consulter Aide:Wikification.
Si vous pensez que ces points ont été résolus, vous pouvez retirer ce bandeau et améliorer la mise en forme d'un autre article.
Cécile Van de Velde, née en 1976 à Saint-Saulve, est une sociologue française, professeure à l'Université de Montréal, où elle dirige la chaire de recherche du Canada sur les inégalités sociales et les parcours de vie. Elle est également membre de l'EHESS, où elle a été maitresse de conférences de 2008 à 2015. Elle est reconnue pour ses travaux sur la jeunesse, les parcours de vie, les inégalités sociales, et la solitude.
Elle a écrit plusieurs ouvrages, dont Devenir adulte. Sociologie comparée de la jeunesse en Europe (PUF, 2008, Prix Le Monde de la recherche universitaire) et Sociologie des âges de la vie (Armand Colin, 2015). Elle est membre du Centre de recherche de Montréal sur les inégalités sociales, les discriminations et les pratiques alternatives de citoyenneté (CREMIS).

## Parcours
Née en 1976 à Saint-Saulve (Nord, France), elle poursuit ses études à l'Institut d'études politiques de Paris. Elle y soutient sa thèse de doctorat de sociologie en 2004, intitulée Devenir adulte. Sociologie comparée de la jeunesse en Europe, conduite sous la direction de Serge Paugam et financée par une bourse du Centre de recherche en économie et statistique. Cette thèse, qui s'appuie sur une enquête conduite au Danemark, au Royaume-Uni, en France et en Espagne, reçoit le prix Le Monde de la recherche universitaire. Elle devient maîtresse de conférences en sociologie à l'université de Lille en 2005, où elle dirige le master en développement social, tout en enseignant parallèlement sur le thème des « Sociétés européennes comparées » à l'Institut d'études politiques de Paris. En 2008, elle est élue enseignante-chercheure à l'École des hautes études en sciences sociales, où elle occupe la chaire « Âges et générations » jusqu'en 2015.
Son expertise sur les questions de jeunesse la conduit alors à exercer plusieurs fonctions officielles au sein de la société française : en 2006, elle devient conseillère scientifique au Centre d'analyse stratégique, au service du Premier ministre, où elle couvre les questions de politique de jeunesse et de relations entre générations. Elle est nommée membre du Conseil scientifique de la ville de Paris en 2008, membre du Conseil franco-britannique en 2010, et membre du Haut conseil à la famille en 2013. La même année, elle est mandatée par le Premier ministre pour faire partie de la Commission nationale sur l'avenir des retraites dirigée par Yannick Moreau, où elle défend la perspective des jeunes générations, et participe au rapport « Nos retraites demain : équilibre financier et justice » (appelé également le « Rapport Moreau »), remis au Premier ministre le 13 juin 2013. Elle devient également directrice scientifique de l'Observatoire national de la vie étudiante, et coordonne une nouvelle version triennale de l'Enquête nationale sur les conditions de vie des étudiants. Parallèlement, elle contribue, en collaboration avec Camille Peugny, à l'écriture du documentaire « Génération quoi », réalisé par Lætitia Masson, proposant un portrait en trois volets des jeunes générations au sein de la société française, et accompagné d'une enquête interactive auprès de plus de 400 000 jeunes adultes. En 2015, elle reçoit l'ordre national du Mérite.
En 2012, elle est invitée comme professeure à l'Université de Montréal, ce qui influence profondément ses recherches et son parcours professionnel. Témoin direct du mouvement étudiant du « printemps érable », elle s'engage alors dans des recherches sur les colères des jeunes au niveau international. Elle devient professeure de sociologie au sein de cette même université en 2015, où elle dirige la chaire de recherche du Canada sur les inégalités sociales et les parcours de vie. En 2021 et 2022, elle passe une année à l'université Harvard, où elle participe aux activités scientifiques du Weatherhead Center for International Affairs. En 2023, elle devient vice-présidente du réseau de recherche Emotions and Society de l'International Sociological Association. À partir de cette année-là, elle occupe également les fonctions de membre du Conseil d'administration de la fondation SNCF, et de membre du Conseil scientifique de la CNAF (Caisse nationale des allocations familiales), en France.

## Travaux
Dans son ouvrage Devenir adulte. Sociologie comparée de la jeunesse en Europe paru en 2008, elle développe une approche comparative de la jeunesse comme âge de la vie en Europe occidentale. À partir d'une enquête qualitative et statistique conduite au Danemark, au Royaume-Uni, en France et en Espagne, elle montre à quel point les expériences de jeunesse varient encore d'une société à l'autre, en fonction des politiques publiques, des normes d'âge et des modes d'intégration sur le marché du travail, qui y structurent cet âge de la vie. Elle identifie en particulier quatre grands modèles de la jeunesse en Europe occidentale, et montre que : 1. les modèles sociaux-démocrates du nord de l'Europe favorisent des trajectoires de jeunesse longues, marquées par une invitation à « se trouver » dans une autonomie précoce et une logique d'expérimentation entre emploi et études ; 2.  les modèles libéraux comme le Royaume-Uni tendent à induire des trajectoires de jeunesse plus courtes, traversées par une injonction économique et sociale à « s'assumer » rapidement par l'emploi ou l'endettement ; 3. Les modèles corporatistes tels que la France structurent quant à eux des trajectoires de jeunesse linéaires, marquées par la centralité des études et une pression sociale à  « se placer » le mieux et le plus vite possible dans la hiérarchie des statuts sociaux, au prix d'un maintien négocié d'une semi-dépendance avec les parents ; 4. les modèles familialistes comme l'Espagne tendent à générer de longues trajectoires d'attente chez les parents des conditions nécessaires pour « s'installer », ce qui tend à survenir de plus en plus tard du fait d'un contexte de précarité prolongée.
Cette perspective comparative contribue à mieux faire connaitre les spécificités du modèle français de la jeunesse dans le débat public, en montrant à quel point la détermination précoce par le diplôme marque l'ensemble des expériences étudiantes, familiales et professionnelles des jeunes Français, jusqu'à leurs représentations même de l'âge adulte, considéré, plus qu'ailleurs, comme l'âge de la stabilité. Elle approfondit ensuite l'analyse de ce modèle français de la jeunesse dans plusieurs travaux collectifs : dans l'ouvrage Politiques jeunesse : le grand malentendu (2012), coordonné avec Valérie Becquet et Patricia Loncle, elle éclaire les multiples contradictions et impasses de la politique de jeunesse en France. Dans le numéro Repenser les inégalités entre générations de la Revue Française de Sociologie (2013), elle invite, avec son co-auteur Camille Peugny, à mieux prendre en compte les conséquences politiques et sociales de la montée des inégalités entre générations au sein de la société française depuis les années 60. Enfin, dans l'ouvrage Les vies étudiantes : tendances et inégalités (2016), coordonné avec Jean-François Giret et Élise Verley, elle identifie les évolutions marquantes des trajectoires étudiantes en France, toujours marquées par une forte linéarité mais avec quelques inflexions, telles que la montée de l'emploi étudiant et du phénomène de cumul de diplômes.  
En 2015, elle publie Sociologie des âges de la vie (Armand Colin, 2015), où elle étend sa perspective à l'ensemble des parcours de vie. Elle y défend la nécessité de rompre avec une conception segmentée des âges, afin de proposer une lecture transversale, de la naissance à la mort, des évolutions des existences contemporaines. Elle montre comment des frontières de plus en plus floues et complexes entre l'éducation, le travail et la retraite, remettent en cause nos représentations héritées des âges de la vie en trois scansions principales -jeunesse, âge adulte, vieillesse-, et nous invitent à repenser ce que signifie « grandir » et « vieillir » tout au long des parcours de vie. Selon elle, il faudrait passer d'une « politique des âges » à une « politique des parcours », afin de faire évoluer l'organisation sociale des existences et les navigations possibles entre études, emploi, inactivité. En mobilisant une perspective comparative, elle éclaire la façon dont les différents modèles sociaux contemporains régulent actuellement cette organisation des âges de la vie et structurent différemment les rapports sociaux de générations dans le sillage de la crise économique de 2008.
Dans ses recherches plus récentes, elle élargit son approche comparative au niveau global, et défend l'intérêt de se saisir des émotions sociales et politiques de la jeunesse, telles que la colère, la révolte, et l'espoir. Dans un article paru dans Social Movement Studies en 2022 et qui fait désormais partie des 10 articles les plus lus de tous les temps dans cette revue, elle démontre l'intérêt de développer une analyse comparée des slogans et des « mots de la colère » portée au sein de multiples mouvements sociaux de jeunesse qui ont marqué la période post-2008, depuis les Indignés jusqu'aux mouvements environnementaux plus récents. Elle prolonge ces réflexions dans un article publié dans International Sociology en 2023, pour montrer la montée en puissance d'une rhétorique d'injustice entre générations au cours de la dernière décennie : initialement centrée sur les inégalités économiques entre générations dans une réaction à la crise de 2008, cette rhétorique s'élargit progressivement à la question des inégalités politiques, environnementales et sociales entre générations. Elle est associée à un discours global de dépossession et du refus d'un héritage générationnel considéré trop lourd à porter pour les « générations futures ». Dans un article publié dans la revue Sociological Research Online, elle montre comment, dans un tel contexte, la pandémie a fortement remodelé le rapport au futur des jeunes générations, et insiste sur l’importance de prendre désormais en compte les dynamiques de l’espoir - individuel et collectif - pour mieux comprendre les politisations actuelles des jeunes adultes.
Parallèlement, depuis une dizaine d'années, elle mène des travaux sur la solitude, et contribue fortement à la naissance d'une approche sociologique sur le sujet. Sa recherche sur la solitude au fil des âges de la vie a reçu le Prix de la Fondation Croix Rouge en 2013. Dans un article publié dans la revue Sociologie et sociétés en 2018, elle défend une approche sociologique de la solitude dans un champ pourtant dominé par la psychologie, en considérant la solitude non pas uniquement comme un phénomène intime, mais aussi un phénomène social, dont les causes comme les conséquences se jouent au niveau socio-politique et structurel. Elle prolonge ces réflexions dans un article d’introduction à la sociologie de la solitude paru en 2025 dans Acta Sociologica, et montre comment cette approche permet d’éclairer de nouveaux visages de la solitude, tels que les solitudes juvéniles ou les solitudes numériques. Enfin, elle s’intéresse particulièrement à la montée de la solitude chez les jeunes : à partir d'une enquête collective sur leurs expériences de solitude pendant la pandémie, elle montre qu'au-delà d'une souffrance de l'isolement, les discours ont été dominés par une solitude existentielle, liée à la pression à rebâtir un présent et un futur en temps d'incertitude, et une solitude politique, liée à un sentiment d'abandon de l'Etat lors des mesures pandémiques. . Elle identifie également l'existence de solitudes extrêmes et cumulatives chez certains jeunes plus précaires.  

## Prix et distinctions
- Chaire de recherche du Canada sur les inégalités sociales et les parcours de vie, Conseil de recherche en sciences humaines, Gouvernement du Canada, 2015-2025[23].
- Chevalière de l'ordre national du Mérite, République Française, nommée par décret du Président de la République du 15 mai 2015[24].
- Prix Italia 2014« Prix spécial pour un projet exceptionnel, innovant et créatif » : prix collectif pour l'enquête transmedia « Génération quoi ?[25] » (série de 3 documentaires et consultation participative par Internet), 2014.
- Prix Senior de la recherche de la Croix-Rouge- Fondation pour le Lien Social de la Croix-Rouge, pour la recherche « La solitude au fil des âges[26] », 2013.
- Prix Le Monde de la recherche universitaire pour le livre « Devenir adulte. Sociologie comparée de la jeunesse en Europe » [27](Presses Universitaires de France, 2008).

### Publications
- VAN DE VELDE Cécile. Sociologie des âges de la vie. Collection 128. Dunod, 2015, 128 p.
- VAN DE VELDE Cécile. Devenir adulte. Sociologie comparée de la jeunesse en Europe. Presses Universitaires de France, 2008.

- VAN DE VELDE Cécile, HARDY Caroline, BOUDREAULT Stéphanie, RICHARD Julie, TENNESSEE Krystal. Youth, Interrupted? Young Adults, Time and the Future During the Covid-19 Pandemic. Sociological Research Online, 2024. https://doi.org/10.1177/13607804241298621
- VAN DE VELDE, Cécile. Sociology of loneliness: An introduction. Acta Sociologica, 2025.  https://doi.org/10.1177/00016993251330960

- VAN DE VELDE Cécile. « Émotions et politique », Lien social et politiques, no 86, 2021, 224 p. Téléchargez l'introduction : « Le pouvoir politique des émotions », co-dirigé avec Anne PERRIARD.
- VAN DE VELDE Cécile (dir.). « Solitudes contemporaines », Sociologie et Société, vol. 1, no 1, 2018, 272 p.
- GIRET Jean-François, VAN DE VELDE Cécile, et VERLEY Elise (dirs). Les vies étudiantes. Tendances et inégalités. Paris : La Documentation Française, 2016, 312 p.
- PEUGNY Camille, et VAN DE VELDE Cécile (dirs). « Repenser les inégalités entre générations », Revue Française de Sociologie, vol. 54, no 4, 2013.
- BECQUET Valérie, LONCLE Patricia, et VAN DE VELDE Cécile (dirs). Politiques de jeunesse : le grand malentendu. Édition Champs social, 2012.
- VAN DE VELDE Cécile. « Global perspectives on youth and intergenerational relations in the 21st century. » Dans Jenny Chesters (dir.), Research Handbook on Transitions into Adulthood (pp. 115-128). Edward Elgar Publishing, 2024. DOI : https://doi.org/10.4337/9781839106972.00019.
- VAN DE VELDE Cécile. « What have you done to our world ? » : The rise of a global generational voice, International Sociology, 38, no 4 (2023) : 431-457. DOI : https://doi.org/10.1177/02685809231180880.
- VAN DE VELDE Cécile, BOUDREAULT Stéphanie, et BERNIARD Laureleï. « Youth loneliness in pandemic times: a qualitative study in Quebec and Ontario », International Journal of Adolescence and Youth, 28, no 1, 2023. DOI : 10.1080/02673843.2023.2223671.
- VAN DE VELDE Cécile. « The power of slogans: using protest writings in social movement research », Social Movement Studies, 2022. DOI : https://doi.org/10.1080/14742837.2022.2084065.
- VAN DE VELDE Cécile. « A global student anger? A comparative analysis of student movements in Chile (2011), Quebec (2012), and Hong-Kong (2014) », Compare: A Journal of Comparative and International Education, publié en ligne le 18 mai 2020.

### Entretiens
- « La montée de la solitude dans la jeunesse est une tendance forte et structurelle de ces deux dernières décennies », Le Monde, par Alice Raybaud, 10 octobre 2024.
- «Chez certains jeunes, la pandémie de Covid-19 radicalise un sentiment d'impuissance et de colère », Le Monde, entretien de Marine Miller, 2 juin 2021, p. 17.
- « La crise du Covid interroge notre rapport à la solitude », Fondationdefrance.org, Fondation de France, 4 décembre 2020.
- « Cette génération de jeunes ressent la finitude du monde », Le Monde, entretien de Marine Miller, 19 avril 2019.
- « Portrait de jeunes en colères qui s'opposent à la « machine » », Le Devoir, entretien de Stéphane Baillargeon, 10 mars 2018.
- « Oser le temps long pour se trouver », Le Monde, entretien de Laure Belot, 22 novembre 2017, p. 4-5.
- « Ce qui est source de colère chez les jeunes, c'est de ne pas pouvoir choisir », AlterEcoPlus, entretien de Vincent Grimault, mars 2016.
- « Rencontre avec… Cécile Van de Velde » – « Nous avons collectivement du mal à penser la vie comme un parcours à construire », Actualités sociales hebdomadaires, entretien de Jérôme Vachon, n. 2948, p. 36-37.
- « La jeunesse française se sent méprisée et rêve d'en découdre » (avec Camille Peugny), Le Monde, entretien de Pascale Kremer, 24 février 2014.
- « Devenir adulte, la belle affaire », Press Europ, entretien de Matias Guerrido, 30 octobre 2009.
- « En France, la jeunesse est vue comme une catégorie à canaliser », Le Monde, entretien de Benoît Floc'h, 8 juillet 2009.

- Van de Velde, Cécile. La solitude, un problème de santé publique : une entrevue avec Cécile Van de Velde. Radio Canada – Ici Première, émission « Le genre humain », interviewée par Monic Néron, 25 février 2024.

- Deneault, Alain et Van de Velde, Cécile. Discussion philosophique sur la révolte. Radio Canada Première, émission « Plus on est de fous, plus on lit », interviewée par Marie-Louise Arsenault, 2 novembre 2021.
- Arsenault, Marie-Louise. Palmarès de Cécile Van de Velde : 5 livres sur le choc des générations. Radio-Canada Première, émission « Plus on est de fous, plus on lit », interviewée par Marie-Louise Arsenault, 21 mars 2019.
- Van de Velde, Cécile. Questions à Cécile Van de Velde – Orientation des jeunes. Conseil économique et social, Section de l'éducation, de la culture et de la communication, lecese.fr, 19 septembre 2017.
- Paugam, Serge et Van de Velde, Cécile. « Du principe de solidarité dans nos sociétés contemporaines ». Politika, « Les Entretiens Parcours », Politika.io, 17 mars 2017.